# Dorothea Anne Franchi
Dorothea Anne Franchi (17 février 1920 – 22 août 2003) est une pianiste, harpiste, compositrice et professeur de musique néo-zélandaise. 

## Biographie
Elle est née à Auckland, Nouvelle-Zélande, fille de Peter Rudolph Franchi. Elle a étudié à l'Université d'Auckland et au Royal College of Music de Londres. En 1953 elle prend le poste de directeur musical et du pianiste du nouvellement créé Ballet national de Nouvelle-Zélande, travaillant avec Paul Gnatt. Elle a eu une carrière couronnée de succès en tant que pianiste et harpiste et ses œuvres sont jouées mondialement,.

## Honneurs et récompenses
- Lionel Tertis Prize pour Alto Rhapsody, 1950
- Philip Neill Memorial Prize, 1947
- KBB Citation for Services to New Zealand Music, 2000[3]

## Œuvres
- A Man of Life Upright pour basse et piano
- A Wet Night in Greymouth pour voix et piano
- Abel Tasman pour voix, piccolo, piano et tambour
- Apple-Picking Time pour voix et piano
- Concertino pour harmonica, harpe et cordes
- Do-Wack-A-Do suite orchestrale du ballet du même nom
- El Bailador Inamorado cycle de chants pour ténor et piano
- Eventide pour ténor, quatuor à cordes et piano
- Four Pioneer Portraits cycle de quatre chants pour mezzo-soprano et piano
- God Bless You Boy pour voix et piano